# 白石浩之
白石 浩之（しらいし ひろゆき、1946年 - ）は、日本の歴史学者。元愛知学院大学教授。専門は先史考古学。
國學院大學を卒業後、同大学で博士（歴史学）の学位を取得。神奈川県教育庁教育部本属の財団法人かながわ考古学財団調査研究部調査研究部長を経て2000年より愛知学院大学教授。2017年から2019年3月まで客員教授。同年4月より講師。
1994年10月に群馬県みどり市が主催する第3回岩宿文化賞を受賞、同年11月には神奈川県研究業績賞を受賞した。また、2001年には東海石器研究会の会長を務めた。

## 略歴
- 1969年から1971年にかけて國學院大學大学院文学研究科で考古学の修士号を、同大学で歴史学の博士号を修得した[2]。
- 2000年以前は神奈川県教育長教育部本属の財団法人かながわ考古学財団調査研究部調査研究部長を務め、以後は愛知学院大学文学部歴史学科の教授及び同大学大学院文学研究科 歴史学専攻の教授を務めた。

## 著書

### 単著
- 『旧石器時代の石槍―狩猟具の進歩』東京大学出版会〈UP考古学選書〉、1989年4月。ISBN 4130241079。
- 『石槍の研究―旧石器時代から縄文時代草創期にかけて』ミュゼ〈未完成考古学叢書〉、2001年8月。ISBN 4944163215。
- 『旧石器時代の社会と文化』山川出版社〈日本史リブレット〉、2002年5月。ISBN 463454010X。

### 共著
- 『縄文土器の知識I 草創・早・前期』東京美術〈考古学シリーズ〉、1986年6月（麻生優との共著）。ISBN 4808703122。

### 編著
- 『かながわの縄文文化の起源を探る: 考古学講座』（村澤政弘との共編）、神奈川県考古学会、1996年。
- 『ヨハネス・マリンガー神父と収集された先史時代の遺物』（川合剛との共編）、南山大学人類学博物館〈南山大学人類学博物館オープンリサーチセンター研究報告第2冊〉、2011年3月。
- 『旧石器時代文化から縄文時代文化の潮流: 研究の視点』六一書房、2019年1月。ISBN 978-4-86445-109-3。